# Pogrzebień
Pogrzebień (deutsch Pogrzebin) ist ein Dorf in der Landgemeinde Kornowac im Powiat Raciborski der polnischen Woiwodschaft Schlesien.

## Geographische Lage
Pogrzebień liegt hoch über der Oder. Wegen dieser Lage wird das Dorf oft als Aussichtspunkt genutzt. Von Pogrzebień kann man das nahe Odertal sehen, aber auch die Schlesischen Beskiden, den Kahlberg und das Zuckmanteler Bergland, auch als Oppagebirge bekannt, sehen.

## Geschichte
Pogrzebień wurde 1313 erwähnt als das Eigentum von Euphemia von Ratibor. Im Jahr 1800 kaufte Johannes Nepomuk von Larisch das Dorf. Seine Tochter Luise heiratete 1815 Joseph von Eichendorff. 1882 kaufte Arthur Baildon, Sohn des John Baildon, Pogrzebin. Während des Zweiten Weltkrieges gab es in dem Dorf ein Reichskommissariat für die Festigung Deutschen Volkstums – Volksdeutsche Mittelstelle – Einsatzführung Oberschlesien – Polenlager 82 Pogrzebin.

## Sehenswürdigkeiten
Das Schloss Pogrzebin war Eigentum der Familie Larisch; 1882 kaufte es Arthur von Baildon und Briestwell (1822–1909), Sohn des John Baildon, für seinen einzigen Sohn. 1885–1887 wurde das Schloss fast ganz umgebaut; seit dieser Zeit sieht es aus wie heute. 1930 wurde es von Salesianern übernommen. Während des Zweiten Weltkrieges war hier ein Lager für Deutsche Immigranten aus der Aktion Heim ins Reich aus Bessarabien und Buchenland. Später wurde hier ein Kinderlager eingerichtet, das Polenlager 82. Seit 1946 ist das Schloss Eigentum der Salesianerinnen.
Die Sankt-Bartholomäus-Kirche, 1851 in neoromanischem Stil erbaut, wurde 1955–1960 umgebaut.
Die Kapelle aus dem Jahr 1930 enthält eine Sankt-Johannes-Nepomuk-Statue aus dem 18. Jahrhundert.